# Episodi di Linda e il brigadiere (seconda stagione)
La seconda stagione di Linda e il brigadiere, dal titolo Linda e il brigadiere 2, andò in onda in prima visione su Rai 1 nel 1998.
| Puntata | Titolo                | Prima visione    | Ascolti        | Ascolti | Ascolti |
| Puntata | Titolo                | Prima visione    | Telespettatori | Share   | Fonte   |
| ------- | --------------------- | ---------------- | -------------- | ------- | ------- |
| 1       | Il fratello di Linda  | 15 novembre 1998 | 8.673.000      | 31,72%  | [ 2 ]   |
| 2       | Il cappotto scambiato | 16 novembre 1998 | 9.037.000      | 30,99%  | [ 3 ]   |
| 3       | La pensione rubata    | 23 novembre 1998 | 9.783.000      | 32,26%  | [ 4 ]   |
| 4       | L'occhio discreto     | 30 novembre 1998 | 9.091.000      | 30,10%  | [ 5 ]   |

## Il fratello di Linda
- Diretto da:
- Scritto da:

### Trama
Linda indaga sull'omicidio di un commercialista: il principale indiziato è un giovane architetto. Spinto dall'incontro con una vecchia fiamma, interviene il brigadiere Fogliani, deciso a dimostrare l'innocenza di un ragazzo che potrebbe essere suo figlio.
- Altri interpreti: Valeria Fabrizi (Nietta), Augusto Zucchi (Luigi Ferrari), Jinny Steffan (Sign.ra Gregotti), Irene Ferri (Mara Gusberti), Paolo Calissano (Carlo Cecconi)

## Il cappotto scambiato
- Diretto da:
- Scritto da:

### Trama
Fogliani ha promesso di non interferire più nelle indagini della figlia Linda. Ma un cappotto infilato per sbaglio ed una pistola che ha sparato di recente sono elementi troppo ghiotti per un segugio della vecchia scuola come lui.
- Altri interpreti: Gina Rovere (Luisa), Sergio Forconi (Sign. Catarraso), Ennio Coltorti (Sign. Jannarone)

## La pensione rubata
- Diretto da:
- Scritto da:

### Trama
Una misteriosa cassetta di tartufi bianchi è lo spunto per indagare su una rapina alla posta. Padre e figlia conducono in coppia questa complicata indagine: il primo rivuole la sua pensione, la seconda deve vendicare il suo capo, ferito dai banditi.
- Altri interpreti: Francesco Pannofino

## L'occhio discreto
- Diretto da:
- Scritto da:

### Trama
Il brigadiere Fogliani non si rassegna alla pensione: apre allora la sua agenzia investigativa. Il primo caso riguarda un cane avvelenato: un'inchiesta che presto si complica, intersecandosi con quella condotta da Linda sulla misteriosa morte di una cameriera.
- Altri interpreti: Beatrice Bocci (Silvia Paoletti), Evelina Gori (Benigna), Giancarlo Previati